# Amar Naroun
Amar Naroun, né le 23 août 1906 à Fort-National et mort le 11 novembre 1988 à Paris, est un homme politique français.

## Mandats
- Député de Constantine (1952-1955).